# Villiers-aux-Corneilles
Villiers-aux-Corneilles è un comune francese di 89 abitanti situato nel dipartimento della Marna nella regione del Grand Est.

## Società

### Evoluzione demografica
Abitanti censiti